# Hans Kettler
Hans Kettler (* 5. November 1900 als Jakob Kettler in Lampertheim; † 20. Juli 1977 in Bad Homburg vor der Höhe) war ein deutscher Schauspieler bei Bühne und Film.

## Leben und Wirken
Kettler, ein Sohn des Maurers Philipp Adam Kettler und seiner Frau Margaretha, geb. Diehlmann, begann seine Bühnenlaufbahn in den 1920er Jahren und spielte unter anderem in Magdeburg, Rostock und Berlin (Komödie, Theater am Kurfürstendamm). Bei den Karl-May-Spielen in der Felsenbühne Rathen (Sächsische Schweiz) vom 27. Mai bis 30. August 1939 verkörperte Kettler die Romanfigur Old Shatterhand. 1940 übernahm er die Regie bei den Karl-May-Spielen in Werder (Havel), die von Juni bis August vorgesehen waren und bis September verlängert wurden. Nach dem Zweiten Weltkrieg nahm er seine Bühnenarbeit in Hamburg wieder auf und war als Schauspieler und Regisseur an den dortigen Bühnen Intimes Theater und Komödie engagiert. Zu Beginn der 1950er Jahre arbeitete er kurzzeitig in Frankfurt am Main für den Hessischen Rundfunk. Spätere feste Theaterverpflichtungen sind nicht feststellbar.
Von 1932 bis in die Frühphase des Zweiten Weltkriegs trat Kettler sehr häufig auch vor die Kamera und übernahm eine Reihe von Chargenrollen, etwa ein Bootsbesatzungsmitglied in Heinrich Georges Das Meer ruft, einen Chefpiloten in Alles um eine Frau, einen Schiffsoffizier in Einer zuviel an Bord, einen Kriminalkommissar in Brillanten, einen Steuermann in Kameraden auf See und einen Hauptfeldwebel in Spähtrupp Hallgarten. Nach dem Krieg kehrte er nur noch einmal vor die Kamera zurück.
Hans Kettler war von 1936 bis zur Scheidung 1939 mit seiner Berufskollegin Magdalene Klein (Künstlername: Christine Garden) verheiratet. Seine zweite Ehe schloss er 1943 in Hamburg, die dritte 1955 in Lindau im Bodensee. Er starb 1977 in Bad Homburg vor der Höhe.

## Filmografie
- 1932: Das Meer ruft
- 1934: Der verlorene Sohn
- 1934: Das alte Recht
- 1934: Pechmarie
- 1934: Liebe, Tod und Teufel
- 1935: Alles um eine Frau
- 1935: Einer zuviel an Bord
- 1936: August der Starke
- 1936: Weiße Sklaven
- 1936: Und du mein Schatz fährst mit
- 1937: Brillanten
- 1937: Zu neuen Ufern
- 1937: Unter Ausschluß der Öffentlichkeit
- 1937: Der Katzensteg
- 1937: La Habanera
- 1838: Kameraden auf See
- 1938: Die kleine und die große Liebe
- 1938: Dreizehn Mann und eine Kanone
- 1938: In geheimer Mission
- 1939: Der Gouverneur
- 1939: Sensationsprozeß Casilla
- 1940: Spähtrupp Hallgarten
- 1948: Blockierte Signale